# 埼玉県立志木高等学校
埼玉県立志木高等学校（さいたまけんりつ しきこうとうがっこう）は、埼玉県志木市上宗岡一丁目にある全日制普通科、男女共学の公立高等学校。

## 沿革
- 1974年（昭和49年） - 埼玉県立志木高等学校開校。

## クラブ

### 運動部
- 野球部
- サッカー部
- バレーボール部（女）
- 剣道部
- バスケットボール部（男・女）
- バドミントン部（男・女）
- ハンドボール部
- 陸上部（男・女）
- 卓球部
- 硬式テニス部（男・女）
- ソフトテニス部（女）

### 文化部
- 吹奏楽部
- 地学部
- 書道部
- 演劇部
- 写真部
- 電工・科学部
- 茶道部
- 囲碁将棋部
- 美術部
- イラスト・コミック部
- 文芸部

## 著名な卒業生
- 池髙暢希（サッカー選手、ギラヴァンツ北九州）
- 奥抜侃志（サッカー選手、ガンバ大阪）
- 加藤有輝（サッカー選手、ギラヴァンツ北九州）
- 高橋峻希（サッカー選手、V・ファーレン長崎）
- 髙山和真（サッカー選手、ホウガン・ユナイテッドFC）
- 橋岡大樹（サッカー選手、SKスラヴィア・プラハ、日本代表）
- 長谷川元希（サッカー選手、アルビレックス新潟）
- 宮崎泰右（サッカー選手、SHIBUYA CITY FC)
- 山中惇希（サッカー選手、ザスパクサツ群馬）
- 飯田里穂（声優）
- 古今亭伝輔（落語家）
- 三遊亭窓里（落語家、川越市議会議員）

## 交通
- 志木駅・その他東上線方面から東武東上線志木駅東口の国際興業バスに乗車
  - 丸井前バス停から
    - 宗岡循環（宿先回り）「志木高校入口」（約13分）下車徒歩3分
    - 宗岡循環（宗岡先回り）「いろは橋」（約10分）下車徒歩7分

  - 丸井前バス停から
    - 浦和駅西口行き「いろは橋」 （約10分）下車徒歩7分

- 浦和方面から
  - JR浦和駅西口の国際興業バスに乗車
    - 志木駅東口行き「いろは橋」 （約30分）下車徒歩7分